# Fromelennes
Fromelennes és un municipi francès situat al departament de les Ardenes i a la regió del Gran Est. L'any 2007 tenia 1.065 habitants.

## Demografia

### Població
El 2007 la població de fet de Fromelennes era de 1.065 persones. Hi havia 424 famílies de les quals 115 eren unipersonals (48 homes vivint sols i 67 dones vivint soles), 111 parelles sense fills, 135 parelles amb fills i 63 famílies monoparentals amb fills.
La població ha evolucionat segons el següent gràfic:
Habitants censats

### Habitatges
El 2007 hi havia 509 habitatges, 440 eren l'habitatge principal de la família, 7 eren segones residències i 63 estaven desocupats. 463 eren cases i 43 eren apartaments. Dels 440 habitatges principals, 288 estaven ocupats pels seus propietaris, 138 estaven llogats i ocupats pels llogaters i 14 estaven cedits a títol gratuït; 3 tenien dues cambres, 49 en tenien tres, 113 en tenien quatre i 275 en tenien cinc o més. 280 habitatges disposaven pel capbaix d'una plaça de pàrquing. A 194 habitatges hi havia un automòbil i a 162 n'hi havia dos o més.

### Piràmide de població
La piràmide de població per edats i sexe el 2009 era:
| Homes | Edats   | Dones |
| ----- | ------- | ----- |
| 0     | 95 o +  | 0     |
| 0     | 90 a 94 | 0     |
| 4     | 85 a 89 | 24    |
| 16    | 80 a 84 | 0     |
| 16    | 75 a 79 | 32    |
| 12    | 70 a 74 | 32    |
| 36    | 65 a 69 | 20    |
| 40    | 60 a 64 | 40    |
| 28    | 55 a 59 | 36    |
| 8     | 50 a 54 | 24    |
| 44    | 45 a 49 | 28    |
| 52    | 40 a 44 | 56    |
| 56    | 35 a 39 | 28    |
| 56    | 30 a 34 | 48    |
| 28    | 25 a 29 | 60    |
| 64    | 20 a 24 | 16    |
| 56    | 15 a 19 | 20    |
| 36    | 10 a 14 | 52    |
| 4     | 5 a 9   | 24    |
| 32    | 0 a 4   | 28    |

## Economia
El 2007 la població en edat de treballar era de 676 persones, 467 eren actives i 209 eren inactives. De les 467 persones actives 390 estaven ocupades (242 homes i 148 dones) i 79 estaven aturades (37 homes i 42 dones). De les 209 persones inactives 59 estaven jubilades, 61 estaven estudiant i 89 estaven classificades com a «altres inactius».

### Ingressos
El 2009 a Fromelennes hi havia 446 unitats fiscals que integraven 1.097,5 persones, la mediana anual d'ingressos fiscals per persona era de 16.649 €.

### Activitats econòmiques
Dels 24 establiments que hi havia el 2007, 1 era d'una empresa alimentària, 2 d'empreses de fabricació d'altres productes industrials, 6 d'empreses de construcció, 5 d'empreses de comerç i reparació d'automòbils, 1 d'una empresa de transport, 4 d'empreses d'hostatgeria i restauració, 1 d'una empresa de serveis, 1 d'una entitat de l'administració pública i 3 d'empreses classificades com a «altres activitats de serveis».
Dels 10 establiments de servei als particulars que hi havia el 2009, 1 era un paleta, 1 guixaire pintor, 1 lampisteria, 2 electricistes, 2 perruqueries, 1 veterinari i 2 restaurants.
L'únic establiment comercial que hi havia el 2009 era una fleca.
L'any 2000 a Fromelennes hi havia 5 explotacions agrícoles.

## Equipaments sanitaris i escolars
El 2009 hi havia 1 escola maternal i 1 escola elemental.

## Poblacions més properes
El següent diagrama mostra les poblacions més properes.